# TSV LONGA in het seizoen 1963/64
Het seizoen 1963/1964 was het 10e jaar in het bestaan van de Tilburgse betaaldvoetbalclub LONGA. De club kwam uit in de Tweede divisie B en eindigde daarin op de 16e plaats. Omdat de club op de laatste plaats in haar competitie eindigde werd er een wedstrijd gespeeld tegen de nummer laatst van de A-competitie. Deze wedstrijd ging met 2–3 verloren tegen EDO. Omdat er geen amateurclub wilde promoveren bleef LONGA in het betaalde voetbal. Tevens deed de club mee aan het toernooi om de KNVB beker, hierin werd, na strafschoppen, in de eerste ronde verloren van DWS (1–1).

## Wedstrijdstatistieken

### Tweede divisie B
|       | AGOVV | Baronie | D.F.C. | De Graafschap | Helmondia '55 | Hermes DVS | Limburgia | N.E.C. | NOAD  | Roda JC | SVV   | Vitesse | Wageningen | Wilhelmina | Xerxes |
| ----- | ----- | ------- | ------ | ------------- | ------------- | ---------- | --------- | ------ | ----- | ------- | ----- | ------- | ---------- | ---------- | ------ |
| Thuis | 2 – 0 | 1 – 3   | 1 – 3  | 1 – 2         | 1 – 4         | 2 – 1      | 2 – 2     | 2 – 3  | 1 – 1 | 2 – 12  | 3 – 3 | 4 – 2   | 1 – 4      | 3 – 2      | 1 – 2  |
| Uit   | 2 – 1 | 2 – 0   | 10 – 0 | 4 – 0         | 3 – 0         | 4 – 0      | 2 – 0     | 2 – 1  | 3 – 2 | 8 – 1   | 3 – 1 | 3 – 1   | 1 – 0      | 1 – 1      | 3 – 0  |

### Degradatiewedstrijd
| Degradatiewedstrijd                                                                        | EDO                                              | 3 – 2 (2 – 1) | LONGA                           |
| 30 mei 1964 Plaats: Haarlem Jan Gijzenkade Toeschouwers: 3.000 Scheidsrechter: Wim Schalks | Berends 20' Roel Hopman 33' (pen.) J. van Beekum |               | 30' Leo Snijders 50' Timmermans |

### KNVB Beker
| 1e ronde                                           | LONGA          | 1 – 1 (1 – 1, 0 – 0) DWS wint na strafschoppen | DWS               |
| 29 september 1963 Plaats: Tilburg Aan de spoorbrug | Jan Meijer 55' |                                                | 48' Mosje Temming |

## Statistieken LONGA 1963/1964

### Eindstand LONGA in de Nederlandse Tweede divisie B 1963 / 1964
| Stand | Gespeeld | Gewonnen | Gelijk | Verloren | Punten | Doelpunten voor | Doelpunten tegen |
| ----- | -------- | -------- | ------ | -------- | ------ | --------------- | ---------------- |
| 16e   | 30       | 4        | 4      | 22       | 12     | 35              | 95               |

### Topscorers
| #      | Naam            | Goal |
| ------ | --------------- | ---- |
| 1.     | Jef Maas        | 6    |
| 1.     | Jan Meijer      | 6    |
| 3.     | Blume           | 5    |
| 4.     | Karel Paulides  | 4    |
| 4.     | Leo Snijders    | 4    |
| 4.     | Louis de Zwart  | 4    |
| 7.     | Henk van Erp    | 3    |
| .      | Theo Hagemeijer |      |
| .      | Wim Kieboom     |      |
| .      | Villevoye       |      |
| Totaal | Totaal          | 35   |

| #      | Naam         | Goal |
| ------ | ------------ | ---- |
| 1.     | Leo Snijders | 1    |
| 1.     | Timmermans   | 1    |
| Totaal | Totaal       | 2    |

| #      | Naam       | Goal |
| ------ | ---------- | ---- |
| 1.     | Jan Meijer | 1    |
| Totaal | Totaal     | 1    |